# Aleksandra Zięmborska
Aleksandra Zięmborska (ur. 2 marca 2000) – polska koszykarka grająca na pozycjach niskiej lub silnej skrzydłowej, obecnie zawodniczka Polskiego Cukru AZS-UMCS Lublin.

## Osiągnięcia
Stan na 4 lutego 2024, na podstawie, o ile nie zaznaczono inaczej.

### Drużynowe
Seniorskie
- Mistrzyni Polski (2022, 2023)[2][3]
- Zdobywczyni:
  - Pucharu Polski (2022)[4]
  - Superpucharu Polski (2022)[5]
- Finalistka Pucharu Polski (2024)[6]
- 3. miejsce w I lidze (2016)[7]
- Uczestniczka rozgrywek Eurocup (od 2021)
- Uczestniczka rozgrywek Euroleague (2023)

Młodzieżowe
- Mistrzyni Polski juniorek starszych (2019)[8]
- Wicemistrzyni Polski juniorek (2017)[9]
- Brązowa medalistka mistrzostw Polski juniorek starszych (2020)[10]

### Indywidualne
- MVP grupy B I ligi (2021)[11]
- Zaliczona do I składu mistrzostw świata FIBA 3x3 U23 (2023)
- Zaliczona do I składu mistrzostw Polski:
  - juniorek starszych (2020)[10]
  - kadetek (2016)[12]

### Reprezentacja
5x5
- Mistrzyni Europy U–16 dywizji B (2016)[13]
- Uczestniczka mistrzostw Europy U–18 (2018 – 11. miejsce)[14]

3x3
- Brązowa medalistka FIBA 3x3 U23 Nations League (2021)
- Wicemistrzyni Świata FIBA 3x3 U23 (2023)